# Beata Maciejewska (dziennikarka)
Beata Maciejewska (ur. 21 marca 1964 w Kościanie) – polska dziennikarka i publicystka.

## Życiorys
Z wykształcenia historyk, absolwentka Wydziału Historii Uniwersytetu Wrocławskiego (1988). Od 1992 roku pracuje we wrocławskiej redakcji „Gazety Wyborczej”, w której zajmuje się popularyzacją historii Wrocławia. Prowadziła bloga Beata Maciejewska: Wysiadłam na przystanku Wrocław.
Pomysłodawczyni akcji „Oddajcie co nasze”, poruszającej problem zabytków wywiezionych po 1945 roku z Dolnego Śląska do Warszawy. Inicjatorka wykupienia przez miasto Wrocław oraz samych wrocławian tzw. złotego skarbu z Bremy. Autorka cykli publicystycznych: „Historia dolnośląskiego biznesu”, „Przez wrocławskich tysiąc lat”, „Breslau-Wrocław. Dni ostatnie. Dni pierwsze”.
Uczestniczyła w redagowaniu Encyklopedii Wrocławia (hasła sygnowane BM). Autorka książek i scenariuszy:
- Miasto pojednania : 46. Międzynarodowy Kongres Eucharystyczny we Wrocławiu, Wydaw. Naukowe PWN, Wrocław 1997, ISBN 830112492X
- Elżbietańska fara, Towarzystwo Miłośników Wrocławia "Wratislavia", Wrocław 1997, ISBN  8386221097
- Wrocław. Dzieje miasta, Wydawnictwo Dolnośląskie, Wrocław 2002, ISBN 8370239382
- Wrocław walczy o wolność, 2005
- Miasto spotkań (ze zdjęciami Stanisława Klimka), Wydawnictwo "Via Nova", Wrocław 2003, ISBN  8388649671
- Spacerownik wrocławski (ze zdjęciami Mieczysława Michalaka), Agora S.A., Biblioteka Gazety Wyborczej, Warszawa 2008, ISBN 9788375524710
- Tajemnice świętej dzielnicy (z ilustracjami Tomasza Brody), Wydawnictwo Via Nova, Wrocław 2010, ISBN  9788360544815
- Nawiedzony młyn (scenariusz spektaklu Wrocławskiego Teatru Lalek – wspólnie z Mariuszem Urbankiem), 2011
- Wrocław tkwi w szczegółach (ze zdjęciami Stanisława Klimka), 2013
- Spacerownik wrocławski 2. Nowe trasy (ze zdjęciami Mieczysława Michalaka), Agora S.A., Biblioteka Gazety Wyborczej, Warszawa 2015, ISBN 9788326822605
- Miasto w muzyce, 2016
- Amazing walks in Wrocław, 2016
- Spacerownik dolnośląski (ze zdjęciami Mieczysława Michalaka), Agora S.A., Biblioteka Gazety Wyborczej, Warszawa 2017,   ISBN 9788326825552
- Władcy Polski. Historia na nowo opowiedziana, wspólnie z Mirosławem Maciorowskim, Agora S.A., Warszawa 2018,     ISBN 9788326827204
- Wrocławskie Dekady, 2020

## Odznaczenia i nagrody
W 2002 roku została laureatką Polsko-Niemieckiej Nagrody Dziennikarskiej w kategorii Prasa. W 2013 roku została uhonorowana Laurem Wrocławia przez Towarzystwo Miłośników Wrocławia. W 2014 roku otrzymała Nagrodę Kulturalną Śląska. W 2015 roku jej książka „Spacerownik wrocławski 2. Nowe trasy” została uznana za najlepszy przewodnik podczas XXIV Ogólnopolskiego Przeglądu Książki Krajoznawczej i Turystycznej.
W 2018 roku odznaczona Srebrną Odznaką Honorową Wrocławia.